# Albert Camuslaan
De Albert Camuslaan is een straat in Amsterdam-Zuidoost.

## Geschiedenis en ligging
De straat kreeg per raadsbesluit van 17 november 1982 haar naam. Ze ontstond bij de inrichting van de wijk Venserpolder-West. Ze werd vernoemd naar schrijver en Nobelprijswinnaar Albert Camus. Ze ligt in een wijk waarin de straten en pleinen vernoemd zijn naar schrijvers. Ze begint aan de Alexander Dumaslaan (vernoemd naar Alexandre Dumas père en Alexandre Dumas fils), loopt naar het zuiden en eindigt op de Agatha Christiesingel (vernoemd naar Agatha Christie).

## Gebouwen
De straat maakt deel uit van het ontwerp van de wijk door Carel Weeber, die in zijn stratenplan diverse architecten inschakelde. Weeber was zelf ingeschakeld door Jan Schaefer. Weeber liet hier deels gesloten bouwblokken bouwen, sommige gebouwen hebben (af te sluiten) poorten naar binnentuinen. Huisnummers lopen op van 2 tot en met 119. De gebouwen bestaan uit vier bouwlagen waarvan de begane grond deels dient tot bedrijfseenheden. De hoekpanden hebben vijf bouwlagen. Alles is gebouwd in een lichte kleur baksteen op een betonskelet. 

## Kunst
In de jaren tien van de 21e eeuw vond men dat wat kleurloos en kwamen twee kunstprojecten van de grond onder initiatief van buurtwerkplaats Multibron en Co de Kruijf. Het resulteerde in het kunstwerk het Portrettenhuisje. De daarbij gebruikt fotografische techniek werd in 2016 opnieuw gebruikt voor een drietal huizenhoge mozaïeken onder de titel Vrede, liefde en geluk, waarvan twee in deze laan (Vrede bevindt zich aan de Anatole Francesingel). De Kruijff smolt duizenden foto’s van buurtbewoners samen tot mozaïeken van tien bij drie meter. Liefde werd weergegeven door rode harten; Geluk door klavertjevier.
De portieken zijn opgefleurd door witgrijze platen waarin figuren zijn gestanst.

## Geweld
Op de hoek met de Agatha Christiesingel ligt een gedenksteen voor een slachtoffer van een schietpartij op 10 oktober 2018: 
Zoveel vragen, Weinig antwoorden, -Bolle-
In januari 2020 werd een cameraploeg van EenVandaag overvallen en onder dreiging van een vuurwapen van hun camera beroofd.

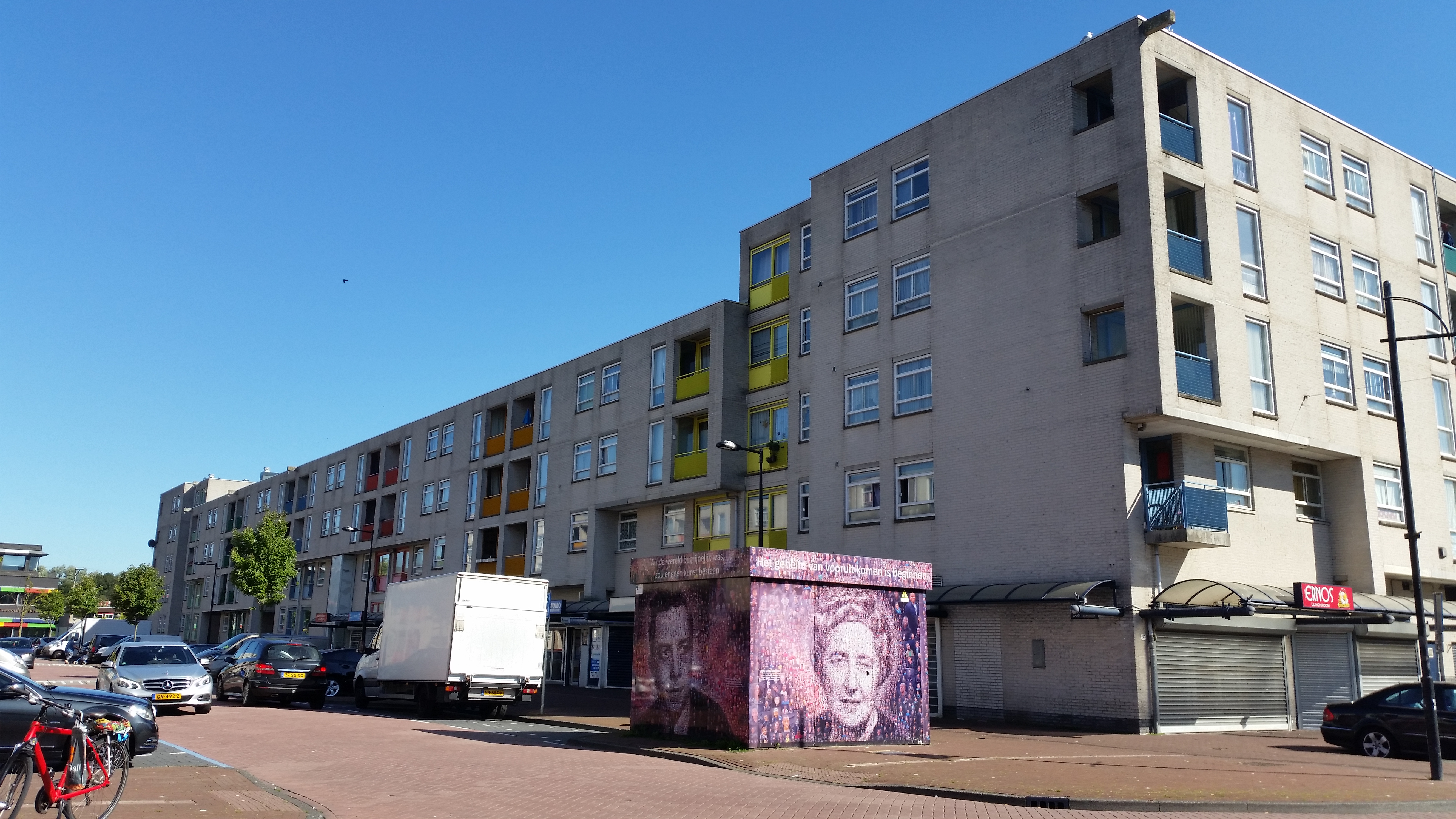
Albert Camuslaan met Portrettenhuisje (augustus 2020)

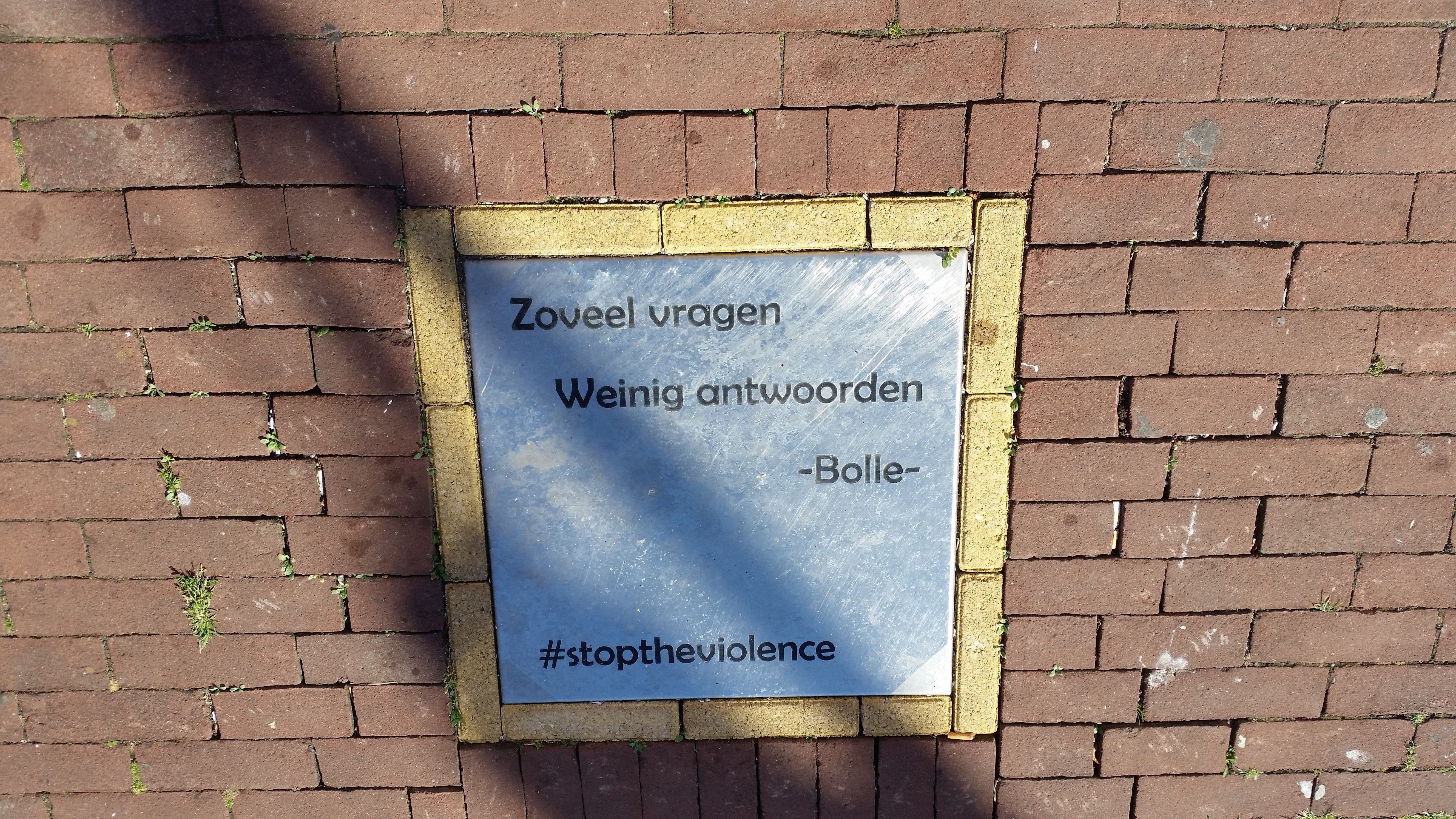
Gedenktegel (augustus 2020)